# Bolitoglossa cathyledecae
Bolitoglossa cathyledecae — вид хвостатих земноводних родини безлегеневих саламандр (Plethodontidae). Описаний у 2022 році.

## Назва
Вид названо на честь американської природозахисниці Кеті Ледек, давню прихильницю природоохоронних організацій, які працюють над збереженням середовища проживання саламандр у Неотропіках.

## Поширення
Ендемік Панами. Мешкає в гірських дощових лісах) уздовж північно-східних середніх схилів хребта Кордильєра-де-Таламанка, поблизу континентального вододілу між провінціями Чірікі та Бокас-дель-Торо, в межах Національного парку Ла-Амістад в районі Бокете, приблизно на висоті 1900 м над рівнем моря.